# オットー・エドゥアルト・ピッペル
オットー・エドゥアルト・ピッペル （ドイツ語: Otto Eduard Pippel、1878年2月10日 - 1960年5月17日）はドイツの画家。彼は南ドイツにおける最も重要なポスト印象派の一員とみなされている。

## 経歴
オットー・エドゥアルド・ピッペルは、当時ロシア統治下にあったポーランドのウッチでドイツ移民の両親のもとに生まれた。1896年にストラスブール応用芸術学校に入学し、アントン・セダーに師事した。 彼はロシア軍の兵士として日露戦争を含む戦役に従軍したのち、1905年にカールスルーエ美術学校でフリードリヒ・フェールとユリウス・ベルクマンに、ドレスデン美術大学でゴットハルト・キュールにそれぞれ師事した。1908年にはパリに滞在し、フランスの印象派の画家たちの知己を得て、芸術的な影響を受けた。1909年にミュンヘン近郊のプラネックに永住し、1912年にルイトポルト派の一員としてミュンヘンで初の展覧会を開いた。 1911年からは、1931年に起きた火災で建物が焼失するまでの間、毎年ミュンヘンのガラスの宮殿「グラスパラスト」に合計55点の作品を出展した。1917年にはミュンヘン芸術家協同組合（MKG）に加わった。
第一次世界大戦中、ピッペルはロシア語とポーランド語の語学力を買われ、ラガレヒフェルトの捕虜収容所で臨時の通訳として雇われた。1917年にドイツ芸術家協会の会長に推挙され、1918年以降はプラネックに居住し活動の拠点とした。彼は印象派の技法でさまざまな風景・静物・都市の景観を描き、人物画も手がけた。ホーフガルテン、エングリッシャーガルテン、ヒルシュガルテンのレストランなどのミュンヘンの市民生活をモティーフとした作品は彼を有名にし、その保守的な自然描写はナチス当局からもお咎めを受けなかった。 1939年11月1日にピッペルはナチス党員になったが、彼が帝国美術会議所の会員であることは公文書に記されていない。
ピッペルは1960年5月17日に死去し、プラネック墓地のA区に埋葬された。

## 業績・作風
ピッペルは、その画家としての長いキャリアで膨大な作品を制作した。ベルリンのArtnet AGを親会社とするニューヨークのウェブ美術市場アートネットには、過去20年間で美術市場に出回った大画面の作品約1,750点が記録されている。また、ピッペルはしばしば人気のあるモティーフの旧作に手を加えた。一例を挙げると、現在でも風俗画として定評のあるビアガーデンや庭園カフェのほか、ライトに照らされた夜のパーティー、狩りの遠乗会、樹木、ヴェネツィアの広場、アルプスの高山植物のパンフレットなどがある。しかしながら、専門家によれば市場には贋作も多数出回っている。
ピッペルの作品の特長として、画面に光と空気を封じ込めるために施された、きらめくようなペースト状の絵の具の厚塗り（インパスト）が挙げられる。思想的には彼の印象主義的な認識度はその長いキャリアにおいてもあまり変化していない。形や色の解像度には多少の進展が認められ、表現的なアプローチがより際立って見えることもあるが、信頼できる年代測定が行われていないために作風の明確な変化を特定できていない。彼は流行に目を向けることなく自己のスタイルにこだわり続けた。オットー・ピッペルの絵画は現在レンバッハハウス美術館やローゼンハイム市立美術館などに収蔵されている。

## 文献
- Nasse, Hermann (1923) (ドイツ語). Otto Pippel (Die Kunst für alle: Malerei, Plastik, Graphik, Architektur ed.). München: Verlag=Bruckmann
- Franz Langheinrich: Der Maler Otto Pippel. Kräutersche Buchhandlung, München o. J.
- Hans Vollmer [in ドイツ語], ed. (1933), "Pippel, Otto Eduard", Allgemeines Lexikon der Bildenden Künstler von der Antike bis zur Gegenwart. Begründet von Ulrich Thieme und Felix Becker. (ドイツ語), Leipzig: E. A. Seemann, vol. Band 27: Piermaria–Ramsdell, p. 77
- Hans Kiener: Otto Pippel zum 60. Geburtstag. In: Velhagen & Klasings Monatshefte. 52, 1937/38, S. 520–524.
- Langheinrich, Franz (1938) (ドイツ語). Otto Pippel (Die Kunst für alle: Malerei, Plastik, Graphik, Architektur ed.). München: Bruckmann
- Hermann Reiner (Hrsg.): Otto Pippel. Bruckmann, München 1948.
- Hermann Reiner: Otto Pippel 1878–1960. Ein Beitrag zum deutschen Impressionismus. Babenhausen, 1980.
- 60 auserlesene Gemälde von Otto Pippel. Katalog zur Verkaufsausstellung anläßlich des 30. Todesjahres des bekanntesten deutschen Nachimpressionisten. Gemälde-Cabinett Unger. München 1990.
- Antonia Latković: Otto Pippel. In: Christian Fuhrmeister, Monika Hauser-Mair, Felix Steffan (Hrsg.): vermacht. verfallen. verdrängt. Kunst und Nationalsozialismus. Die Sammlung der Städtischen Galerie Rosenheim in der Zeit des Nationalsozialismus und in den Nachkriegsjahren. Michael Imhof Verlag, Petersberg 2017, S. 275–283, ISBN 978-3-7319-0569-1.